# Andreas Bourani
 (juin 2024).
Si vous disposez d'ouvrages ou d'articles de référence ou si vous connaissez des sites web de qualité traitant du thème abordé ici, merci de compléter l'article en donnant les références utiles à sa vérifiabilité et en les liant à la section « Notes et références ».
Andreas Bourani, élevé sous le nom d'Andreas Stiegelmair, né le 2 novembre 1983 à Augsbourg de parents nord-africains inconnus, est un auteur-compositeur-interprète, chanteur et pianiste allemand.

## Biographie
Andreas Bourani est né le 2 novembre 1983 à Augsbourg, de parents nord-africains, de nom Bourani. Mais il ne connaît pas ses parents biologiques et dit ne pas savoir de quel pays ils sont originaires. Peu après sa naissance, il est adopté par une jeune famille d'Augsbourg et s'appelle désormais Andreas Stiegelmair.
Il grandit dans le quartier de Bergheim à Augsbourg. Il suit d'abord à l'école St. Stephan une section musicale. Puis il fréquente l'école privée de musique d'Augsbourg, Downtown Music Institute, où il prend des leçons de chant. Il vit pendant un certain temps à Munich. En 2008, il décide de s'installer à Berlin.
En 2010, il signe un contrat d'enregistrement avec Universal Music et fait la première partie de Philipp Poisel et de Culcha Candela lors de leur tournée.
En juin 2011, Andreas Bourani sort son tout premier album Staub & Fantasie. Il atteint la place 23 des ventes d'albums. Le single "Nur in meinem Kopf" qui en est extrait se positionne au Top 20 en Autriche, en Allemagne et en Suisse.
En Allemagne, le single est disque d'or avec plus de 150 000 disques vendus. En septembre 2011, Andreas Bourani représente la Bavière au Bundesvision Song Contest avec son deuxième single "Eisberg". Il finit dixième de la compétition. Il fait une tournée avec Unheilig.
En avril 2013, il est nommé au German Grammy GEMA dans la catégorie du meilleur texte Pop.
Le 25 avril 2014 son cinquième single Auf Uns sort avant l'album Hey. La chanson est no 1 des ventes de singles.
La chaîne de télévision allemande ARD contribue à la célébrité de la chanson à travers toute l'Allemagne en l'utilisant comme générique pour la Coupe du monde de football de 2014 au Brésil. Après la victoire de l'équipe allemande en finale, la chanson est jouée au stade Maracana, à Rio de Janeiro et lors de la réception des joueurs à leur retour à Berlin.
Le 21 septembre 2014 sort en Allemagne son deuxième titre " Auf Anderen Wegen".
Le deuxième album studio de Bourani, Hey, paraît en mai 2014.
Il fait partie du jury de l'émission The Voice of Germany lors des saisons 5 et 6.

## Discographie

### Albums studio
- 2011 : Staub & Fantasie
- 2014 : Hey

### Singles
| Titre              | Date | Meilleure position | Meilleure position | Meilleure position | Album            |
| Titre              | Date | ALL                | AUT                | SUI                | Album            |
| ------------------ | ---- | ------------------ | ------------------ | ------------------ | ---------------- |
| Nur in meinem Kopf | 2011 | 16                 | 13                 | 15                 | Staub & Fantasie |
| Eisberg            | 2011 | 47                 | 56                 | --                 | Staub & Fantasie |
| Wunder             | 2012 | --                 | --                 | --                 | Staub & Fantasie |
| Auf uns            | 2014 | 1                  | 1                  | 2                  | Hey              |
| Auf anderen wegen  | 2014 | 7                  | 36                 | 31                 | Hey              |